# Cao Bình, Tấn Thành
Cao Bình hoặc Cao Bằng (chữ Hán giản thể: 高平市, âm Hán Việt: Cao Bình/ Cao Bằng thị) là một thành phố cấp huyện thuộc địa cấp thị Tấn Thành, Tấn Thành, tỉnh Sơn Tây, Cộng hòa Nhân dân Trung Hoa. Thành phố Cao Bình giáp Lăng Xuyên về phía đông, phía tây giáp Thấm Thủy, nam giáp Trạch Châu. Khu vực này có lịch sử từ thời kỳ Xuân Thu Chiến Quốc, trận Trường Bình thời kỳ này xảy ra tại đây.